# Johan IX van Merode
Johan IX van Merode-Pietersheim (1535 - 1601) was een Zuid-Nederlands edelman en militair.
Johan van Merode was een zoon van Hendrik I van Merode en Francisca van Brederode. Hij was graaf van Olen, heer van Westerlo, Pietersheim, Diepenbeke, Perwijs, Duffel, en Herlaar, Leefdael, IJsselmonde en Ridderkerk.
In 1577 werd hij staatgouverneur van Maastricht, aanvankelijk samen met zijn toekomstige schoonzoon Jan IV Corsselaar van Wittem, later alleen.

## Huwelijk en kinderen
Hij trouwde in 1558 met Mencia van Glymes, vrouwe van Walhain en Braine-Alleux, die in 1561 overleed, en in 1563 met Margaretha van Pallant (Culemborg, ca. 1542-IJsselmonde, 13 oktober 1593). Zij was een zuster van Floris van Pallandt (1539-1598) en dochter van Everhard van Pallandt (ca. 1507-31 maart 1592) en Margretha van Lailang gravin de Lalaing. Hun kinderen waren:
- Maria Margaretha de Merode-Westerloo, markgravin van Bergen op Zoom, (1560-1588). Zij trouwde in 1578 met Johan IV Corsselaar van Wittem, graaf van Zeebrugge
- Anna van Mérode-Pietersheim (1565-1634), getrouwd met Justinus van Nassau
- Filips I van Merode (1568)
- Odilia van Merode (1571)
- Francisca van Merode (1572)
- Helena Mencia van Merode (1573)
- Juliana van Merode (1578, getrouwd met Lamoraal van Horne

Johan van Merode is daarmee voorouder van tal van Europese vorstenhuizen.